# چوی بیونگ کوانگ
چوی بیونگ کوانگ (کره‌ای: 최병광؛ زادهٔ ۷ آوریل ۱۹۹۱) ورزشکار دو و میدانی اهل کره جنوبی است.